# Ministerio de Trabajo (República Dominicana)
El Ministerio de Trabajo de la República Dominicana (MT) es un organismo de Estado que supervisa las relaciones de trabajo asalariado dependiente del sector privado y organismo oficiales autónomos.
Se originó en 1930 bajo el nombre de Secretaría de Estado de Trabajo y Comunicaciones. Tiene su sede en Santo Domingo, en la Av. Enríquez Jiménez Moya, en el Centro de los Héroes. Desde el 31 de enero de 2025, su ministro es Eddy de Jesús Olivares Ortega.

## Historia
Para 1929, la Ley n.º 1146 otorgaba a la Secretaría de Estado de Interior y Policía funciones relacionadas con los centros obreros, protección de los obreros y otras medidas sobre trabajo. Desde 1930 hasta 1961 se crearon oficinas con diferentes nombres que comprendían temas laborales. El 11 de abril de 1961 se crea definitivamente la Secretaría de Estado de Trabajo.
Con el paso de los años se añadieron nuevas atribuciones y se modificaron los códigos de trabajo de época de Trujillo. En 1966 se le confieren disposiciones de higiene y seguridad industrial. En 1992 se firma un nuevo Código de Trabajo. En 1995 se dictó un decreto sobre igualdad de oportunidades a las personas con limitaciones físicas, mentales y sensoriales. En 1997, se crea un comité para luchar contra el trabajo infantil. En 2010, pasaría ser Ministerio de Trabajo con el Decreto n.º 56-10 que modificaba la nomenclatura de las instituciones gubernamentales.

## Estructura
Cuenta con varios viceministerios, entre ellos Empleo, Trabajo, Sectores Vulnerables y Trabajo Infantil, Mediación, entre otros. Cuenta además con unas 40 oficinas de representación local de Trabajo, esparcidas en el Distrito Nacional y las 31 provincias del país.
| Territorio             | Oficinas de Trabajo           | Territorio           | Oficinas de Trabajo                         |
| ---------------------- | ----------------------------- | -------------------- | ------------------------------------------- |
| Distrito Nacional      | Santo Domingo                 | Monseñor Nouel       | Bonao                                       |
| Azua                   | Azua                          | Monte Cristi         | Monte Crisit                                |
| Bahoruco               | Neiba                         | Monte Plata          | Monte Plata                                 |
| Barahona               | Barahona                      | Pedernales           | Pedernales                                  |
| Dajabón                | Dajabón                       | Peravia              | Baní                                        |
| Duarte                 | San Francisco de Macorís      | Puerto Plata         | Puerto Plata                                |
| El Seibo               | El Seibo                      | Samaná               | Samaná, Las Terrenas                        |
| Elías Piña             | Comendador                    | San Cristóbal        | San Cristóbal, Haina, Villa Altagracia      |
| Espaillat              | Moca                          | San José de Ocoa     | San José de Ocoa                            |
| Hato Mayor             | Hato Mayor                    | San Juan             | San Juan de la Maguana, Las Matas de Farfán |
| Hermanas Mirabal       | Salcedo                       | San Pedro de Macorís | San Pedro de Macorís                        |
| Independencia          | Duvergé                       | Sánchez Ramírez      | Cotuí                                       |
| La Altagracia          | Higüey, Bávaro                | Santiago             | Santiago                                    |
| La Romana              | La Romana                     | Santiago Rodríguez   | Sabaneta                                    |
| La Vega                | La Vega, Jarabacoa, Constanza | Santo Domingo        | Santo Domingo Este, Santo Domingo Oeste     |
| María Trinidad Sánchez | Nagua                         | Valverde             | Mao                                         |